# Juan Ignacio Molina
Juan Ignacio Molina González, también conocido como abate Molina y en Italia como Giovanni Ignazio Molina (Hacienda Huaraculén, Villa Alegre, Capitanía general de Chile, 24 de junio de 1740 - Bolonia, Estados Pontificios, 12 de septiembre de 1829), fue un sacerdote jesuita, naturalista, botánico, geógrafo y cronista chileno. Precursor del estudio de las ciencias y la historia en Chile, perteneciente al movimiento ilustrado y uno de los más importantes autores de la Escuela Universalista Española del siglo XVIII.

## Biografía
Nace en la hacienda Huaraculén, ubicada en Villa Alegre, actualmente en región del Maule, siendo sus padres Agustín Molina y Francisca González Bruna. Molina se educó inicialmente en el convento San Francisco de Talca, para posteriormente continuarla en el prestigioso Seminario de Concepción, regentando por los jesuitas. Desde muy temprano le atrajo la naturaleza del entorno donde se encontraba y su estudio. Dada su excelencia académica —especialmente en lenguajes— fue aceptado entre los jesuitas a los quince años de edad. Vivió en la hacienda de Bucalemu, en el sector conocido hoy como El Convento en el humedal El Yali. Su curiosidad lo llevó a realizar diversas excursiones tanto en los alrededores del Maule (por ejemplo observando la explosión del volcán Peteroa), como de Concepción y más al sur. No solo tuvo la oportunidad de explorar la naturaleza, sino que también las comunidades mapuche, que vivían en independencia del imperio español al sur del río Biobío. Estas observaciones serían la base de sus escritos naturalistas y sociales.
En 1768 se vio obligado a abandonar Chile debido a la orden de expulsión de la orden de los jesuitas del reino de España. Tras un largo viaje junto a un grupo de otros expulsos, primero al puerto del Callao y después a España, termina asentándose en Italia. Primero se establece en Imola, donde llega en un barco desde Cádiz con otros expulsos, para posteriormente trasladarse a Bolonia, donde pasaría el resto de sus días (sin nunca volver a Chile). Gracias a sus habilidades lingüísticas y conocimientos, obtuvo la cátedra de lengua griega en la Universidad de Bolonia, donde también llegaría a ser profesor de Historia Natural. También alcanzó el rango de miembro del Real Instituto Italiano de Ciencias, Letras y Artes y la alta dignidad de primer académico americano de la docta Academia del Instituto de las Ciencias. Es en Bolonia donde escribe su primera gran obra, el Compendio de la Historia Geográfica, Natural y Civil del Reyno de Chile (1776). Si bien su autoría generó alguna discusión, dado que fue inicialmente anónimo y algunos historiadores se la acreditaban al jesuita Felipe Gómez de Vidaurre, su autoría es confirmada por Diego Barros Arana y posteriormente por muchos otros. Posterior a la publicación del Compendio, Molina logra recuperar algunos de sus manuscritos originales que habían sido decomisados en el Callao, con los que publica sus Saggio della storia naturale del Cile (1782) y Saggio della storia civile del Cile (1787).
Si bien tras la independencia de Chile intenta volver a su país natal, según le señala a su amigo y coterráneo maulino Nicolás de la Cruz, su salud nunca le permite retornar, falleciendo en Bolonia en 1829.

## Obra
El Compendio de la Historia Geográfica, Natural y Civil del Reyno de Chile (1776) y sus actualizaciones con los Ensayos de Historia Natural de Chile (1782) y la Historia Civil de Chile (1787) tuvieron una importante influencia en Europa, llegando a ser citado por  importantes intelectuales contemporáneos como Alexander von Humbolt.Su obra fue originalmente escrita en italiano, pero traducida prontamente al alemán, inglés, español y francés. La edición italiana estaba acompañada con nueve láminas, un mapa de Chile y un plano de la ciudad de Santiago.  La primera parte del Compendio describió por primera vez la historia natural del Reino de Chile, incluyendo su situación geográfica y aspectos naturales que comprenden los ríos, flora, fauna y minerales que allí se encuentran. Introduce  a la ciencia numerosas especies propias de ese país.  Es así como en botánica es reglamentario y permisible escribir simplemente Molina cuando se hace una referencia a alguna de sus descripciones. Además, es también el primero en mencionar las minas de Paramillos de Uspallata, de plomo, plata y zinc. En la segunda parte del Compendio se narran los acontecimientos ocurridos en Chile desde la conquista hasta 1655, incluyendo una detallada descripción del pueblo mapuche.  
La primera edición de la obra en español se hizo en dos volúmenes, el primero de Historia Natural, publicado en 1788 y traducida por Domingo Joseph de Arquellada Mendoza y el segundo, de Historia Civil, traducido por Nicolás de la Cruz Bahamondes y publicado en 1795. Estas traducciones no se realizan directamente del Compendio, sino que incluyen las actualizaciones realizadas por Molina en los Ensayos (saggios) de 1782 y 1787. Las traducciones realizadas por de la Cruz fueron enviadas a Chile el mismo año de su realización, gozando de amplia difusión entre  intelectuales ilustrados criollos, y posteriores independentistas, como Manuel de Salas y Anselmo de la Cruz.
La impronta ilustrada de Molina lo llevó a describir en su obra las formas en que la naturaleza podía servir al mejoramiento de la sociedad chilena, promoviendo conocimientos sobre la aplicación de técnicas para el desarrollo de la industria y la agricultura. Esta visión económica fue influenciada por el pensamiento económico ilustrado italiano, el milanés Pietro Verri especialmente. Además de eso, parece plausible que ya tuviese también acceso a obras como La Riqueza de las Naciones en Bolonia. De esta último probablemente toma sus ideas de los "estados de la civilización", que aplica a su descripción detallada de los mapuches, a quienes clasifica tomando en cuenta sus avanzadas técnicas de producción de alimentos, licores y tejidos, además de su reconocimiento a la propiedad privada. La descripción del los progresos de los mapuches es parte del objetivo de Molina de desacreditar la hipótesis de la inferioridad de las especies naturales y los habitantes americanos propuestas por Cornelius De Pauw, entre otros. En cuanto a las condiciones comerciales internas de la colonia chilena, Molina describe el problema de la falta de demanda interna para permitir el desarrollo de la industria. Este argumento de la necesidad de aumento de población para estimular la demanda de productos es propia de Verri y otros ilustrados de sus contemporaneous. Señala además la relevancia de mejorar las rutas de comercio e infraestructura, con el objetivo (aún cercano al mercantilismo) de mejorar la balanza de comercio externo de Chile.
Todavía de considerable interés y más controversial son sus Analogías menos observadas de los tres reinos de la Naturaleza (1815) y Sobre la propagación del género humano en las diversas partes de la tierra (1818). En la primera propuso —más de cuatro décadas antes que Darwin— una teoría de la evolución gradual. De acuerdo a su proposición, el Creador organizó la naturaleza no en tres reinos (animal, mineral, vegetal) totalmente distintos, sino como una cadena continua de organización, sin pasos o quiebres bruscos, en «tres especies de vida, esto es, la vida formativa, la vegetativa y la sensitiva; de modo que la primera, destinada a los minerales, participe en algún grado de la segunda, propia de los vegetales, y esta, de la tercera, asignada a los animales». Así por ejemplo, los minerales cristalinos anteceden las formas vegetales más simples. Y las organizaciones vegetales complejas dan paso a las animales. En la segunda obra mencionada, Molina propuso la tesis de que las diferencias físicas observables en la raza humana se deben a factores climáticos y geográficos, anticipando la hipótesis del poblamiento externo del continente americano.
El impacto que tales ideas causaron fue tal que un antiguo estudiante de Molina lo acusó de herejía y el obispo de Bolonia ordenó que un consejo de teólogos examinara su obra. Afortunadamente para él, ese comité no encontró nada contra la fe en sus escritos y autorizó su publicación. A pesar de esto, sus Analogías no fueron publicadas por mucho tiempo, conservándose en Italia solo su original en castellano. Se puede argumentar que esto privó a Darwin —quien cita a Molina numerosas veces— y a sus partidarios de poderosos antecedentes y argumentos y le costó a Molina mismo la posibilidad de ser conocido como uno de los precursores de la teoría de la evolución.

## Homenaje

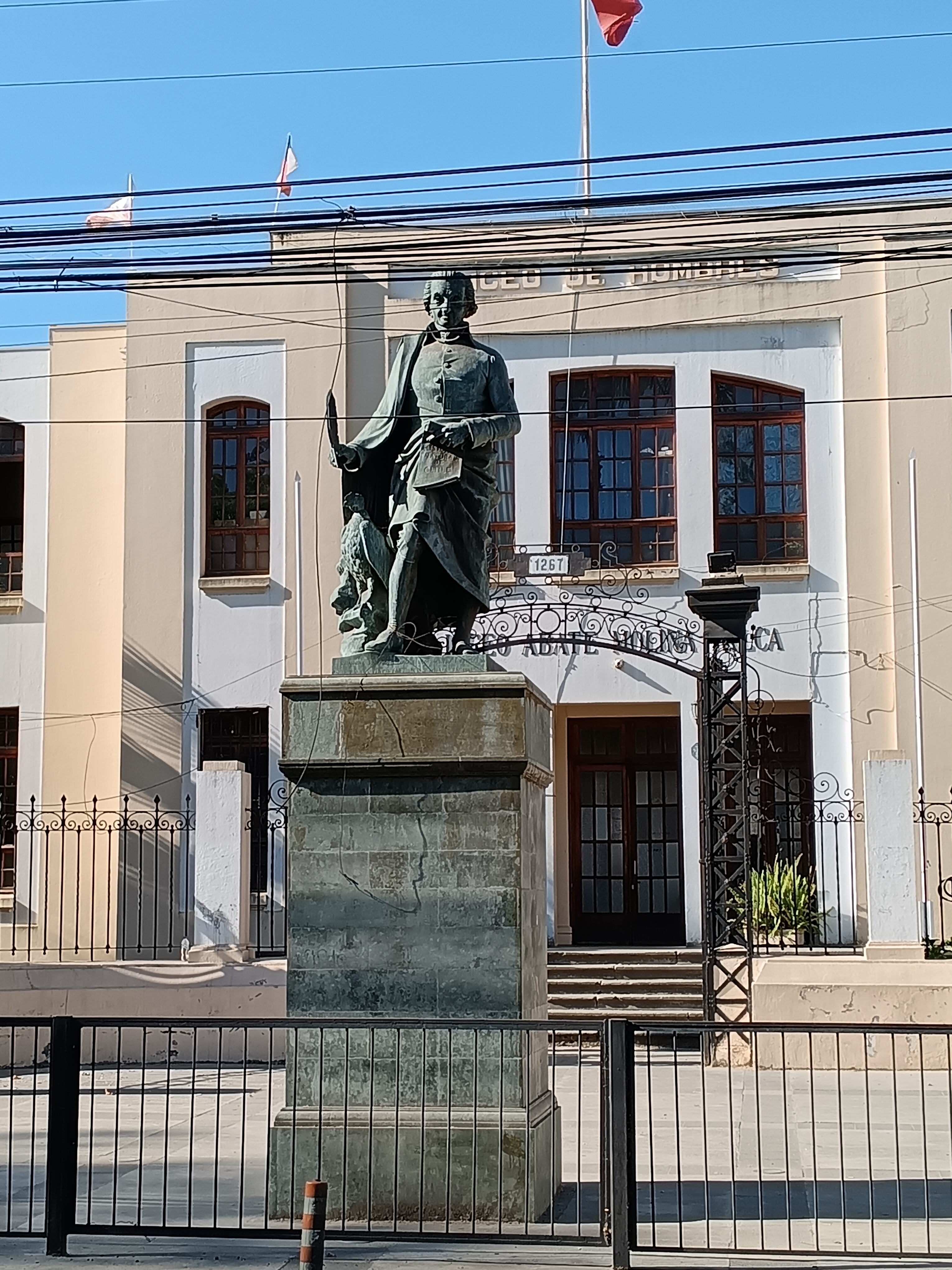
Monumento al abate Molina en Talca.

Desde su destierro en Bolonia, el abate Molina donó sus bienes para la creación de una biblioteca en la ciudad de Talca, misión que encargó a su albacea, don José Ignacio Cienfuegos, quien destinó dicho dinero para crear un Instituto Literario en la misma ciudad, el cual luego se convertiría en el Liceo de Hombres. El decreto que autoriza la creación de dicho instituto vio luz un 5 de julio de 1827, convirtiéndose este en el cuarto liceo de Chile. Abrió sus puertas al estudiantado provisoriamente en 1829 en el Convento de Santo Domingo, y luego, en 1831 en el Convento de la Merced. Su primer programa de estudios comprendía las asignaturas de Gramática castellana, Gramática Latina y Filosofía; además de una Escuela anexa de "primeras letras".
El terremoto de 1835 inhabilitó el local en el cual funcionaba el instituto, paralizando toda actividad educacional. La municipalidad acordó cederle un local definitivo, a dos cuadras de la plaza de armas, local que abrió sus puertas en 1843, en el edificio de "El Viejo Liceo", sitio en el cual están actualmente "Las Escuelas Concentradas", donde funcionó hasta 1925. Sus primeros programas se centraron en las humanidades, incluyéndose posteriormente ramos científicos. El rector, Enrique Molina Garmendia, consiguió en 1908 del Gobierno iniciar la construcción del nuevo edificio en predio de la Alameda. Así en 1926 se inauguró oficialmente el nuevo local, que hasta hoy ocupa.
Este establecimiento, ha tenido varios nombres a lo largo de su historia: Instituto Literario de Talca; Liceo de Hombres; Liceo A-8; y actualmente Liceo Abate Molina de Talca.

## Honores
La Universidad de Talca otorga desde 1992 la  Medalla al Mérito Juan Ignacio Molina, que ha sido recibida por figuras como José Donoso, Nicanor Parra, Margot Loyola, Humberto Maturana, Sonia Montecino, y Miguel Littín, entre otras connotadas personalidades.

### Eponimia
En 1834, el pueblo de Molina fue nombrado en su honor.

### Géneros
- (Asteraceae) Molina Ruiz & Pav.[12]

- (Asteraceae) Neomolina F.H.Hellw.[13]

- (Arecaceae) Molinaea Bert[14]

- (Euphorbiaceae) Molina Gay[15]

- (Malpighiaceae) Molina Cav.[16]

- (Poaceae) Molinia Schrank[17]

- (Poaceae) Moliniopsis Hayata[18]

- (Sapindaceae) Molinaea Comm. ex Juss.[19]

## Obras publicadas
- "Elejias Latinas" (1761)

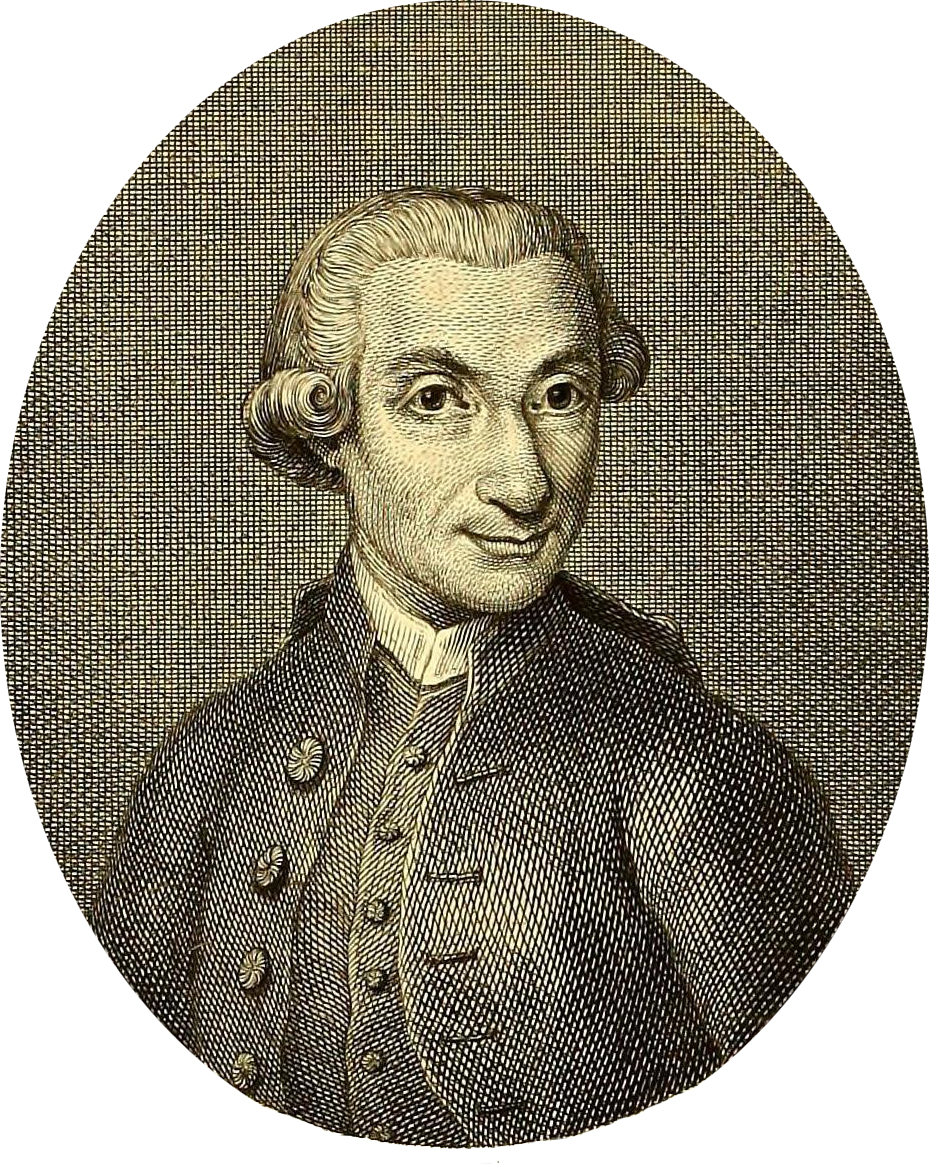
Molina en "Compendio della storia geográfica, naturale, e civili del regno del Cile" (1776).

- Compendio della storia geográfica, naturale, e civili del regno del Cile, 1776
- Saggio sulla storia naturale de Chili, 1782 (Ensayo sobre la historia natural de Chile): Molina, J. I. (1782). «Saggio sulla storia naturale de Chili». Disponible en Biblioteca Digital - Real Jardín Botánico - CSIC (en italiano). 367 pp. (Boloña: Stamperia di S. Tomaso d'Aquino). Traducción de Rodolfo Jaramillo, 1987. Santiago, Ediciones del Maule.
- Saggio sulla storia civile del Chili (Ensayo sobre la historia civil de Chile), 1787
- "Analogias menos observadas de los tres reinos de la Naturaleza", 1815
- "Sobre la propagación del género humano en las diversas partes de la tierra", 1818
- "Memorie di storia naturale lette in Bologna", colección de ensayos, 1821

## Literatura y fuentes
- Archivum Historicum Societatis Iesu ( A.H.S.I. ) Roma: Institutum historicum Societatis Iesu.
- Aullón de Haro, Pedro: Idea de la Ilustración: Estudios sobre la Escuela Universalista, Madrid, Verbum, 2022.
- Hanisch Espindola, Walter: Juan Ignacio Molina y sus obras, Univ. de Talca, Talca 1999.
- Jaramillo Barriga, Rodolfo: "El abate Juan Ignacio Molina, primer evolucionista y precursor de Teilhard de Chardin" (Santiago de Chile, 1963).
- Pinedo, Javier. "Reflexiones en torno al Abate Juan Ignacio Molina, la Ilustración, y el Ensayo sobre la Historia Natural de Chile". Revista Universum,  Universidad de Talca, año 7, 1992
- Reilly, Conor "A catalogue of Jesuitica in the Philosophical Transactions of the Royal Society of London" en A.H.S.I. vol. 27, 1958, pp. 339-362.
- Ronan, Charles E. Juan Ignacio Molina, S.J. (1740-1829) The World's Window on Chile - ISBN 0-8204-5219-X; Series Name: American University Studies: History; ISBN 0740-0462; 2002.
- Ronan, Charles E. Juan Ignacio Molina. The World's Window on Chile, Lang, New York 2002, Am. Univ. Studies 9 (198) ISBN 0-8204-5219-X

- La abreviatura «Molina» se emplea para indicar a Juan Ignacio Molina como autoridad en la descripción y clasificación científica de los vegetales.[20]

## Abreviatura (zoología)
La abreviatura Molina  se emplea para indicar a Juan Ignacio Molina como autoridad en la descripción y taxonomía en zoología.